# Microcyba angulata
Microcyba angulata är en spindelart som beskrevs av Holm 1962. Microcyba angulata ingår i släktet Microcyba och familjen täckvävarspindlar. Inga underarter finns listade i Catalogue of Life.